# 伊恩·史密斯
伊恩·道格拉斯·史密斯，GCLM，ID[?]（1919年4月8日—2007年11月20日），英國政治家，1964年4月至10月任南羅德西亞總理，1964年10月至1979年6月改任羅德西亞總理，任內於1965年11月11日發表《單方面獨立宣言》，宣告放棄英國自治殖民地的身份獨立，以設法維持白人少數管治，其後又在1970年宣佈成為共和國。史密斯單方面從英國獨立的行動未有得到國際承認，聯合國更加對羅德西亞實行經濟制裁。
史密斯是在南羅德西亞土生土長的英國白人，早年參與第二次世界大戰，從南非羅德茲大學畢業後返回南羅德西亞經營農場。他在1948年投身政壇，當選南羅德西亞立法議會議員，1953年起改任羅德西亞與尼亞薩蘭聯邦立法議會議員，到1962年參與創立羅德西亞人陣線，並成功當選重返南羅德西亞立法議會，歷任財政部長等職。史密斯在1964年4月16日起取代溫斯頓·菲爾德出任南羅德西亞總理，是歷來首位出任總理的本土人士。
史密斯自1965年單方面宣佈獨立到1979年結束白人管治期間，由於絕大部份當地人都沒有投票權，他領導的羅德西亞陣線每次都得以在大選中勝出。在總理任內，史密斯大力鎮壓境內當地人民族主義者由1972年至1979年展開的羅德西亞游擊戰，最後面對戰爭、制裁，以及國際壓力的困擾，他在1978年達成了一份《內部解決方案》，促使羅德西亞人黨派聯合非洲民族議會的領袖埃布爾·穆佐雷瓦在1979年就任總理，並組成了由白人及羅德西亞人共治的聯合政府。
後來，隨著《蘭卡斯特府協定》在1979年的簽署、津巴布韋在1980年的立國，以及羅伯·穆加比當選首任津巴布韋總理，標誌著該國進入當地人多數管治的時代。至於史密斯則在津巴布韋立國後，一直擔任津巴布韋國會議員，到1987年遭穆加貝政權免去議員資格為止。此後他先後退居於津巴布韋和南非開普敦，對穆加貝的獨裁統治作出不少批評。
外界對史密斯毀譽參半，批評他的人指他推行種族隔離，透過剝奪當地人來維持白人在當地的利益；但也有支持者認為史密斯任內面對國際制裁，仍然能夠帶動羅德西亞錄得穩定的經濟增長，而且國家經濟、基建發展和國民教育水準等都屬於非洲國家前列，國家維持穩定的狀況，與1980年津巴布韋獨立後，在穆加貝獨裁腐敗統治下造成經濟崩潰、貨幣大幅貶值、民不聊生和國民生活大幅倒退的情況，形成強烈對比。

## 生平

### 早年生涯
史密斯1919年4月8日生於南羅德西亞中部省一個名為舒魯圭（Selukwe）的小型採礦及農業市鎮，父親佐克（Jock）原本在蘇格蘭當肉販，1898年遷到羅德西亞，在當地經營牧牛場。史密斯是家中最小的孩子，有兩名胞姐，分別名菲利斯（Phyllis）及瓊（Joan）。
史密斯早年入讀位於圭洛的卓別林學校，成績不錯，後來在1938年升讀南非羅德茲大學，修讀商學士學位課程，曾經在校內參加划艇隊。

### 二戰生涯
1939年第二次世界大戰爆發後，史密斯在1941年加入羅德西亞皇家空軍。完成訓練後，他獲派到英國皇家空軍擔任空軍少尉，初時曾在威爾斯的基地有出色表現。惟在1943年10月4日，史密斯在埃及亞歷山大港基地出發執行飛行任務時，戰機的節流閥意外失靈而墜機，他雖然保住性命，但是臉部燒傷，另外下頜、一隻腳和一隻手脫臼，而背脊也給壓彎。
意外發生後，史密斯被送到開羅的軍方醫院接受整容手術，在短短五個月內康復以後，又隨即被派到意大利作戰。1944年，史密斯奉命駕駛噴火戰鬥機，到波河一帶轟炸敵方載運燃油的列車時，遭納粹德軍的高射炮擊落，但今次史密斯成功以降落傘逃生，沒有受傷。在降落以後，他得到反法西斯游擊隊及法國抵抗組織成員的照應，成功匿藏了五個月，期間習義大利文、讀莎士比亞，又負責耕作，更逃過德軍搜查，跨越阿爾卑斯山，最終走到美軍陣地。史密斯在戰後重返大學繼續學業，終在1946年畢業，同年獲選為該校的學生代表議會主席。畢業後，他又在舒魯圭置地興辦農場。

### 政治生涯

#### 踏入政壇
史密斯在1948年大選代表自由黨出選舒魯圭選區，並成功當選為當地歷來最年輕的立法議會議員。最初由於資歷淺的關係，他很少在議會發言。到1953年，史密斯支持南羅德西亞、北羅德西亞和尼亞薩蘭結成聯邦，結果轉投高弗雷·哈金斯爵士（Sir Godfrey Huggins）領導的聯合聯邦黨。
羅德西亞及尼亞薩蘭聯邦在1953年成立後，史密斯在同年12月參與聯邦議會大選，並成功當選中部省選區議員，同時又辭任南羅德西亞立法議會議員。自1958年起，史密斯出任聯合聯邦黨在聯邦議會內的首席黨鞭，但他與該黨及新任總理羅伊·韋倫斯基爵士的關係卻日漸疏離。1962年年初，他退出了聯合聯邦黨，自組羅德西亞改革黨，數個月後，與自治領黨合併，改組成羅德西亞陣線（簡稱RF）。
在南羅德西亞1962年大選，史密斯首次代表RF出選翁津瓜內（Umzingwane）選區，成功重返南羅德西亞國會。當年RF在大選以輕微多數，由黨領袖溫斯頓·菲爾德出任南羅德西亞總理，史密斯則獲委為財政部長。未幾在1963年，羅德西亞及尼亞薩蘭聯邦宣佈解散，但由於菲爾德未能阻止英國政府順道讓南羅德西亞獨立的安排，結果菲爾德未能取得黨內信任，其黨魁及總理地位遂於1964年4月為史密斯取代。

#### 南羅德西亞總理
對於英國政府堅持要在南羅德西亞獨立前引入多數管治，史密斯表示了強烈反對。他曾揚言在「有生之年、或子女有生之年」，羅德西亞也不會有「黑人多數管治」。白人少數管治其實最初於1923年隨當地成立自治政府而確立的。這種政策在二十年代雖然十分普遍，但在羅德西亞卻一直到1979年才被廢止。在羅德西亞實行白人少數管治期間，儘管白人人口從來不超過全國人口的5%，但他們卻佔上總投票人口的95%。
史密斯與其他白人殖民者聲稱，當地的選舉系統從基本上完全沒有歧視的成份，因為他們相信隨著黑人在教育和財富方面的逐漸改善，羅德西亞必然有機會落實多數管治。然而，反對者指出，羅德西亞的經濟及政治制度本質上優待白人，對黑人則甚為不公。
同時間，自六十年代以來，黑人民族主義運動有長足的發展，並且以津巴布韋非洲民族聯盟（簡稱ZANU）及津巴布韋非洲人民聯盟（簡稱ZAPU）為主要勢力，前者以羅伯特·穆加貝為領導，深得佔人口多數的紹納人支持；後者則以约舒亚·恩科莫為領導，並獲得說辛德貝勒語（Sindebele）的小數族群支持。由於上述兩支民族主義勢力都具有武裝性質，而且信奉馬克思主義及共產主義，所以為史密斯強烈抵制。

#### 羅德西亞總理

##### 單方面獨立宣言
在六十年代，大英帝國治下的絕大部份非洲殖民地都先後取得獨立，而隨著北羅德西亞在1964年10月獨立成為贊比亞後，南羅德西亞即改名為羅德西亞，且繼續積極尋求獨立；可是英國政府卻表示只會在實行多數管治的情況下，才會考慮讓羅德西亞獨立。結果在1965年11月11日，史密斯與其內閣閣員發表了《單方面獨立宣言》（簡稱UDI），宣告從英國單方面獨立。史密斯的行動引起了國際社會廣泛譴責，而聯合國在英國及非洲統一組織的力倡下，更破天荒地對羅德西亞實施經濟制裁。當時實行種族隔離制度的南非政府私底下支持史密斯，並對羅德西亞的處境表示同情，但是卻沒有承認其獨立地位。
聯合國的制裁行動，使羅德西亞與外間的貿易和金融聯繫陷於中斷狀態，而羅德西亞公民出境到其他地方也備受制限。例如在1979年，史密斯打算到挪威出席兒子的婚禮，可是挪威政府卻拒絕其入境，使之大表不滿。在制裁初期，羅德西亞與某些違反制裁令的私人公司，以及一些對羅德西亞表示同情的國家合作，使制裁的影響得以減低。不過當地的商界始終對經濟市場萎縮及經濟錯配深表關注；而羅德西亞教會議會也提出道德理由，漸對UDI表示反對。在UDI發表後的三年間，史密斯與英國首相韋爾遜曾召開了兩輪談判，討論有關終止UDI的條件，以及羅德西亞在國際社會的地位與正常化問題。
首輪談判在1966年12月於直布羅陀的「HMS老虎號」軍艦上進行。當時英方提出史密斯必須辭職，然後讓羅德西亞臨時回歸英國管治，並由英國委派的總督委任一個「具廣泛人民基礎」的政府。政府內RF的黨員將佔多數，但會有五名非RF的成員，其中兩人是黑人。此外，現行的1961年版憲法將會修訂，以加快擴充黑人代表的步伐，從而提早落實多數管治。史密斯拒絕了英國的建議，認為接受建議等同投降。第二輪談判在1968年10月於英艦「HMS無畏號」上舉行，這次英方放棄有關羅德西亞臨時回歸英國的條文，但對其他在「HMS老虎號」上提出的建議則維持不變，結果史密斯再度拒絕建議。而在兩次的談判中，南非政府的支持是其主要的籌碼之一。

史密斯在1965年單方面宣佈獨立後，最初仍沿用羅德西亞的殖民地旗

1968年，史密斯採用新的羅德西亞國旗，到1970年宣佈羅德西亞為共和國

面對談判膠著，史密斯在1970年通過新憲法，使羅德西亞變成共和國，並且不再向英女皇效忠。在新憲法中，「黑人與白人享有同等夥伴關係」的想法成為了黑人多數管治的代替品。黑人和白人都可以在新的憲法下投票，不過要分開名冊投票，而國會的議席分配則根據各方名冊投票人的總納稅額來劃分。起初，白人在國會內享有50席，而黑人則獲配16席。而根據計劃，隨著黑人對國家的貢獻隨時間按比例增長，黑人議席會隨時間增加，長遠達到50席的目標，以符合「同等夥伴關係」的理念。
不過，史密斯的有關政策卻備受質疑，而自六十年代晚期以來，政府大幅引入白人新移民到羅德西亞，使白人人口在1970年急升至5.5%，意味黑人的貢獻比例長遠難有增長。英國保守黨在1970年上台執政後，重新對羅德西亞展開談判。1971年，英國政府提出了一個寬大的新建議終止UDI，當中，羅德西亞把50%土地預留白人的政策將可以永遠保留，但英國外相亞歷克·道格拉斯-休姆爵士私底下向史密斯表示保留此一政策實屬不智。另外，英政府又建議黑人在國會的代表議席不應按黑人納稅比例劃分，而是要按黑人在大選的投票人數來劃分，至於黑人和白人雙方的議席也不應設下相等的上限。可是，有關教育及財富的資格限制仍然可以保留一段時期，使黑人在投票名冊內始終佔小數。史密斯認為，英方這次的方案「讓激進的歧視在有道理和合理的情況下得以維持」，故此表示接受。
有關方案出台後，引起很大反響，羅德西亞衛理宗教會更批評這是「英國政府與羅德西亞人聯合在憲制上強姦非洲人」。結果英國政府在1972年收回方案，數個月以後，一些信奉馬克思主義的黑人起事者襲擊白人擁有的農場，由此揭開羅德西亞游擊戰的戰幔。

##### 情況改變
1974年，南非總理沃斯特開始迫使史密斯結束白人少數管治，以換取南非在外交上改善與其他非洲國家的關係。因為南非過去一直在經濟、外交和軍事上支持UDI，使之成為與非洲各國修好的一大阻礙。隨後在1976年，美國國務卿亨利·基辛格提出一個包含六大步的「基辛格方案」，有關方案同時得到英國和南非的支持。為了取得羅德西亞支持，基辛格特地到南非的普利托里亞與史密斯及沃斯特召開會談；此外，時任英國首相卡拉漢還表示方案「將可結束羅德西亞內的衝突」。面對各方壓力，史密斯唯有無奈接受方案。
根據基辛格方案，羅德西亞政府要立即接受多數管治的原則，但史密斯卻儘可能加以拖延。為了拖延時間，他與美國、英國和南非召開了多番會談，另外又與國內的黑人民族黨派展開不少公開和秘密的會面。不過，各方就協商那一位黑人溫和派領袖接掌大權而拳來腳往；與此同時，英國政府在1977年8月一度委派喀威爾勳爵（Lord Carver）出任駐紮專員，準備協助羅德西亞終止執行UDI，但不久以候喀威爾因為談判沒有進展而辭職。
史密斯原本有意爭取在實施多數管治後，為白人居民保留某種地位，但隨著政府在羅德西亞游擊戰中的節節失利而遇上重重困難。1977年1月至1979年12月，游擊戰踏入高潮，各方傷亡人數佔上整個游擊戰的80%，其中，來自莫三比克、贊比亞和博茨瓦納的遊勇紛紛加入，使羅德西亞的情況更形嚴峻。
綜合實施15年單方面獨立以來，史密斯其實在英國及美國兩地始終有一定支持。當中，保守黨星期一會就曾發起多次親羅德西亞行動，並到唐寧街示威抗議。另外，美國參議員貝利·高華德也曾直言「我們需要更多像伊恩·史密斯的人。我想，在今日的世界，我們擁有太少領袖，我希望他的行動能夠繁衍一點，再向四處傳播」。同樣，西方社會反對史密斯的團體和人士也大有人在。英國自由黨下議院議員韓培德就曾多番組織示威抵制史密斯，另外美國總統吉米·卡特與其駐聯合國大使安德魯·楊格也是制止UDI的核心人物之一。

##### 單方面獨立宣言結束
隨著南非不再支持羅德西亞，加上鄰國莫三比克在1975年脫離葡萄牙獨立，進一步劇化了羅德西亞的孤立地位。此外，聯合國對羅德西亞的經濟制裁更日漸構成嚴重打擊，國民購物都要繳付特別高的價錢，同時國際投資更近乎零。
到1978年，史密斯終於與國內的黑人民族主義者達成了一份《內部解決方案》，當中史密斯同意讓羅德西亞實行多數管治。同時，史密斯也成功為白人保留一定的特權。例如，白人保證在國會100個議席保留28席白人議席，內閣四分之一的成員要由白人出任，另外警察、軍隊、公務員和司法仍然由白人掌控。
1979年，羅德西亞根據《內部解決方案》，首次舉行多元民族的國會選舉（但黑人和白人仍然分開名冊投票）。然而，ZANU-PF和ZAPU因為不滿《解決方案》的內容而杯葛選舉。大選舉行後，羅德西亞易名津巴布韋羅德西亞，而聯合非洲民族議會（簡稱UANC）的領袖艾貝爾·穆佐雷瓦主教更在同年6月出任該國歷史上第一位黑人總理。史密斯原本爭取在新政府出任國防部長，但最後只能成功出任不管部部長。
由於兩大民族派系的反對，游擊戰在津巴布韋羅德西亞成立後沒有停止，而制裁也沒有撤銷，外交地位也沒有被承認。為了解決問題，英國外相卡靈頓勳爵在1979年9月邀請所有派系到倫敦蘭卡斯特府召開會談，試圖為各方達成共識。
各方最後在1979年12月達成共識，簽訂《蘭卡斯特府協定》。根據《協定》，白人始終在國會佔有一定比例的議席，而津巴布韋獨立後10年內，不可進行任何強迫性土地重新分配的行動，以確保白人勢力不會在獨立後立即逆轉。另外，《協定》又規定任何曾參與UDI和游擊戰的人士，都獲免於起訴。《蘭卡斯特府協定》的簽署為《單方面獨立宣言》劃上句號，英方總督索梅斯勳爵（Lord Soames）隨即在1979年12月12日到任履新，為津巴布韋獨立作好準備，而游擊戰與經濟制裁也相繼終止。

#### 津巴布韋獨立
《蘭卡斯特府協定》簽署後的首次大選在國際監察下，於1980年舉行。史密斯原本希望在政府保留白人勢力，所以他設法讓RF和穆佐雷瓦的UANC及恩科莫的ZAPU組成聯合政府。然而，羅伯特·穆加貝的ZANU-PF卻得到國內大部份紹納人支持，所以得以在大選中勝出。史密斯最初曾表示大選期間有嚴重的恐嚇活動，並要求宣佈大選結果無效作廢，但是國際監察組織並不受理。最後在總督索梅斯勳爵確認下，津巴布韋在1980年4月18日正式獨立。
史密斯在獨立前呼籲津巴布韋的白人以「務實」的態度接受選舉結果，並在1980年尾被新政府委派出訪歐洲，推廣及鼓勵外商投資羅德西亞。至於在獨立後，他也成為了津巴布韋國會的反對黨領袖，而原有的羅德西亞陣線則改稱共和陣線（Republican Front），惟該黨仍然拒絕黑人加入。
可是，史密斯的影響力不斷減弱。首先，史密斯不滿穆加貝著意建立一黨專政，因此終止了立國後與穆加貝的持續會談；而後來史密斯更曾在1982年12月遭短暫拘留。另外，新國會原本有20席預留給白人，並全部由RF佔有，但是在獨立後首五年間，其中有11席轉投ZANU或變成獨立人士。雖然在1985年的大選中，史密斯成功帶領RF奪回20席入面的15席，但是不久以後，史密斯被指於1986年譴責黑人多數管治而在1987年4月被免去議員資格，到同年9月，穆加貝更把所有白人預留議席取消。
史密斯被逐離國會後退出政壇，並退居於舒魯圭的農場，共和陣線則在1986年改名津巴布韋保守聯盟，並開放讓有色人種入黨，津巴布韋保守聯盟後來又合併入爭取民主變革運動內。

### 晚年生涯
史密斯退出政壇後，專注於抨擊羅伯特·穆加貝的政府。另外他又先後出版兩本自傳，分別名為《大出賣》（The Great Betrayal）和《難堪的收成》（Bitter Harvest）。這兩本書的評價甚為極端，仰慕他的人認為其正直誠實的人格得到肯定，但反對他的人則指史密斯骨子裡始終拒絕任何轉變。史密斯政府在UDI時期面對的困局，也是兩書的主要內容。
有別於其他大部份羅德西亞時代的白人政治家，史密斯在退休後堅持留在津巴布韋，其長年居於歐洲的兒子亞歷克也返回舒魯圭幫忙管理農場，而且還成為其商業夥伴。不過，當地政府卻多次設法收回其農場。在農場重新生活也使史密斯結識了很多黑人朋友，此外他又時常為本地及海外媒體評論時政，當中不乏批評穆加貝的言論。2000年，史密斯在海外接受傳媒訪問時批評穆加貝「精神紊亂」，結果穆加貝恐嚇如果史密斯返回津巴布韋，就會作出逮捕，並向他控以大屠殺的罪名。史密斯聞訊後照樣返回津巴布韋，但在首都哈拉雷機場入境時沒有受到阻撓，並且安全返回家中。
2005年年初，史密斯因病前往南非開普敦接受治療，此後一直留在當地，與繼女同住在一個前羅德西亞白人聚居的社區。2007年11月20日，史密斯在南非開普敦逝世，終年88歲，身後骨灰撒落到他位於津巴布韋舒魯圭的農場。該農場是自穆加貝在2000年起推動土地重新分配計劃以來，少數未被沒收的白人農場，可是在史密斯身後數年，農場最終在2012年底被穆加貝政府充公沒收。

## 人物評價
史密斯在津巴布韋歷史上是一個極富爭議的人物，批評他的人認為他是種族主義者，透過剝奪黑人來維持白人在當地的利益；任內設法維持白人少數管治，導致公共資源繼續向白人社區傾斜，而各類公共服務均實行種族隔離，讓黑人接受比白人較差的服務，更是違反二戰以後國際間奉行的人權和普世價值。他在1972年至1979年期間的羅德西亞游擊戰以強硬手段對付境內黑人民族主義者，估計造成20,000至30,000人喪生，當中絕大部份也是黑人。史密斯堅持延續白人少數管治，也使當地錯失機會逐步推動由多數人管治的獨立進程，耽誤了政權的過渡。
支持他的人認為史密斯在羅德西亞總理任內面對國際制裁，卻仍然能夠帶動羅德西亞穩定經濟增長，而且國家經濟、基礎建設發展和國民教育水準等各方面都屬於非洲國家前列，貨幣也能夠與英鎊維持在較理想的兌換水準，整體表現較其他獨立後由黑人當家的新興非洲國家要好。
羅德西亞獨立成為津巴布韋後，當地落入羅伯特·穆加貝的獨裁統治，多年來造成經濟崩潰、貨幣貶值、農工業生產倒退、愛滋病失控和國民生活水準大幅倒退，與史密斯的年代形成強烈對比。國內更有聲音懷緬史密斯年代，卻以「國家正在流血」來形容穆加貝治下的景況。

## 個人生活
史密斯信奉長老教會，1948年迎娶珍尼特·瓦特（1915－1994年）為妻。珍尼特在前一段婚姻曾嫁給南非欖球員彼埃·杜雲納戈博士，兩人育有一子一女，分別叫羅伯特（Robert）和讓（Jean），他們倆後被史密斯收養。史密斯與珍尼特也育有一子，名亞歷克·史密斯（Alec Smith，1949年5月25日－2006年1月19日），亞歷克在2006年於倫敦希斯路機場突然因為心臟病病發逝世，對晚年的史密斯造成沉重打擊。

## 部份著作
- The Great Betrayal: The Memoirs of Ian Douglas Smith. London: Blake Publishing, 1997. ISBN 1-85782-176-9
- Bitter Harvest: The Great Betrayal and the Dreadful Aftermath. London: Blake Publishing, 2001. ISBN 1-903402-05-0

## 榮譽
- 以下列出榮譽全稱及縮寫：^ 
  - 獨立勳章（I.D.） （1970年[24]）
  - 軍功勳章（G.C.L.M.） （1979年[24]）

## 注腳
1. 1 2 3 4 5 6 7 8 9 10 11 12 13 14 15 16 17 18 19 20 21 22 23 24 25 26 27 28 29 30 31 32 33 34 35 36 37 38 39 40 41 42 43 44 45 46 47 48 49 50 51 52 53 54 55 56 57 58 59  "Ian Smith" (21 November 2007)
2. 1 2 3 4 5 6 7 8 9 10 11  "Obituary: Ian Smith" (20 November 2007)
3. 1 2  "Ex-Rhodesia leader Ian Smith dies" (20 November 2007)
4. 1 2 3 4 5  "Houses of Stone" (retrieved on 28 January 2014)
5. 1 2 3 4 5 6 7 8 9  "Pro-Rhodesian account of the impact of UDI" (retrieved on 28 January 2014)
6. ↑  Sub-Saharan Africa Report (1979), p.74.
7. 1 2 3  Wood (2012), p.237.
8. ↑  Wood (2012), p.667.
9. ↑  Wood (2012), p.437.
10. 1 2 3  "Government compromise in 1971 Rhodesian talks" (2 January 2002)
11. 1 2 3  "1971 Rhodesia settlement" (1972)
12. 1 2 3  Smith (2001)
13. ↑  van der Vat (12 December 2001)
14. ↑  Wood (2012), p.383.
15. ↑  "Peter Hain answers your questions" (26 April 2000)
16. 1 2 3 4 5 6 7  "Rhodesia reverts to British rule" (11 December 1979)
17. 1 2  "Zimbabwe farm militants try to evict Ian Smith" (6 September 2001)
18. 1 2  "Arrest me, Smith tells Mugabe" (26 October 2000)
19. ↑  "Zimbabwe's ex-PM hospitalised" (10 March 2005)
20. ↑  "Ian Smith's farm seized in Zimbabwe as Robert Mugabe eyes election" (7 December 2012)
21. 1 2 3 4  "Ian Smith" (22 November 2007)
22. 1 2 3 4  "Zimbabweans praise 'generous' Ian Smith" (20 November 2007)
23. ↑  "My Country is Bleeding" (17 March 2008)
24. 1 2  "Obituary: Ian Smith" (21 November 2007)

## 外部連結
- 網站
  - 泰晤士報訃文Archive.today的存檔，存档日期2008-08-29
  - BBC訃文 （页面存档备份，存于）
  - Rhodesia: Mzilikaze to Smith（页面存档备份，存于）, Africa Institute Bulletin, vol. 15, 1977
  - Smith accepts majority rule（页面存档备份，存于）, BBC, 24 September, 1976
  - The Viscount disasters of 1978 and 1979（页面存档备份，存于）
- 錄音及影片
  - 史密斯宣告《單方面獨立宣言》 （页面存档备份，存于）
  - 史密斯生前訪問 （页面存档备份，存于）, You Tube
  - Rhodesia: What a Time （页面存档备份，存于）, You Tube

| 官衔                    | 官衔                              | 官衔                                          |
| ----------------------- | --------------------------------- | --------------------------------------------- |
| 前任者： 溫斯頓·菲爾德  | 第8任南羅德西亞總理 1964年-1965年 | 繼任者： 羅德西亞總理                         |
| 前任者： 南羅德西亞總理 | 第1任羅德西亞總理 1965年-1979年   | 繼任者： 艾貝爾·穆佐雷瓦 津巴布韋羅德西亞總理 |